# NTT DATA
NTT DATA Corporation (株式会社エヌ・ティ・ティ・データ Kabushiki-kaisha Enu-tī-tī Dēta) (株式会社エヌ・ティ・ティ・データ Kabushiki-kaisha Enu-tī-tī Dēta)là một công ty tích hợp hệ thống Nhật Bản và một chi nhánh của Nippon Telegraph and Telephone (NTT).
Japan Telegraph and Telephone Public Corporation, tiền thân của NTT, bắt đầu kinh doanh truyền tải dữ liệu trong  năm 1967. NTT, sau khi được tư nhân hoá vào năm 1985, tách bộ phận Truyền thông dữ liệu thành công ty NTT DATA vào năm 1988, hiện đã trở thành công ty dịch vụ CNTT lớn nhất có trụ sở tại Nhật Bản.
NTT DATA là một công ty đã phát hành cổ phiếu ra công chúng, nhưng NTT có khoảng 54% cổ phần. Các lĩnh vực kinh doanh của nó nằm ở các cấp chính quyền quốc gia, địa phương, tài chính, và viễn thông. Theo báo cáo năm 2012, Forbes Global 2000 công nhận NTT DATA là công ty dịch vụ CNTT lớn thứ năm.

## Lịch sử

Logo NTT Data được sử dụng đến năm 2025.

### 1960s-1990s
Lịch sử của NTT DATA bắt đầu từ năm 1967, khi Cục Truyền thông Dữ liệu được thành lập trong Tập đoàn Điện báo và Điện thoại Nhật Bản (nay là NTT). Máy tính lớn siêu quy mô DIPS-11 Model 45 của công ty được phát triển vào năm 1981. Tập đoàn Điện báo và Điện thoại Nhật Bản được thành lập với tư cách là một công ty tư nhân năm 1985. Năm 1988, NTT Data Communications Systems Corporation được tách ra từ NTT thành một công ty riêng biệt. Được ủy quyền như là một công ty chuyên tích hợp hệ thống vào năm 1990, năm 1992 công ty đã có trụ sở chính tại Toyosu, Koto-ku, Tokyo. Công ty nhận được Deming Application Prize for 1993, và đã được liệt kê trên danh mục thứ hai của Sở giao dịch chứng khoán Tōkyō năm 1995. Năm 1996, công ty đổi tên tiếng Anh thành NTT DATA Corporation, và nó cũng được liệt kê trên danh mục thứ nhất của Sở Giao dịch Chứng khoán Tokyo. Công ty đạt chuẩn ISO 9001 năm 1998, và ISO 14001 năm 1999.

### 2000s

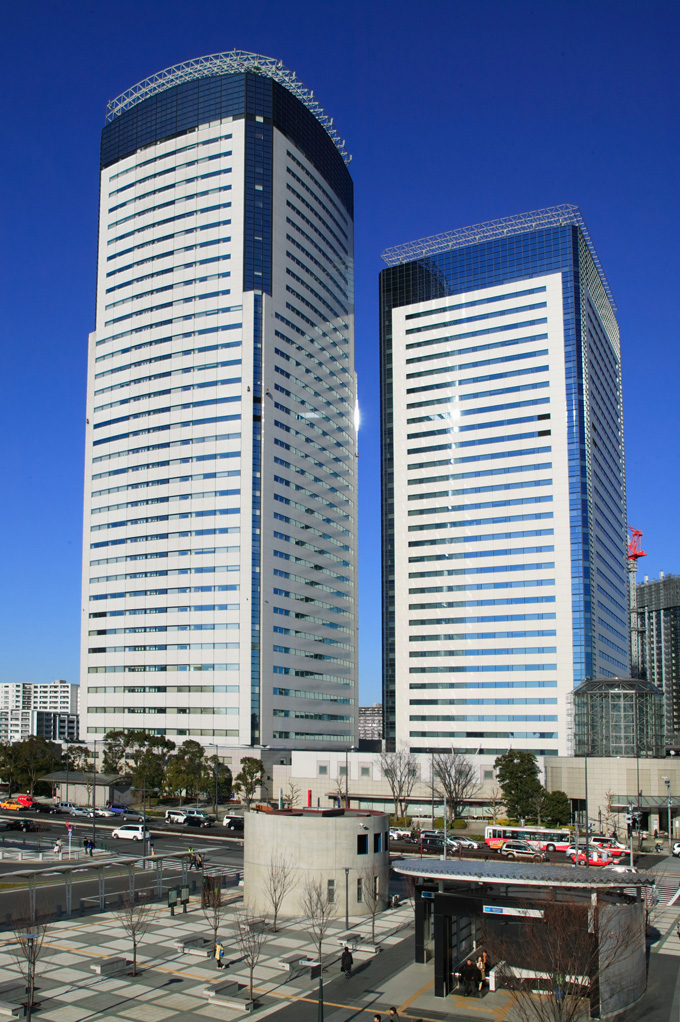
Trụ sở chính NTT DATA nằm trong Tòa nhà Trung tâm Toyosu. (trái) và phần mở rộng của nó (phải) tại Toyosu, Koto-ku, Tokyo.

Năm 2002, công ty Nhật Bản đầu tiên được chứng nhận BS 7799, tiêu chuẩn an ninh thông tin quốc tế. Trong năm 2007, công ty đã củng cố doanh thu ròng 1 tỷ yên, và trong năm 2008 công ty mua lại công ty của  Đức Cirquent, Inc. Cấu trúc tổ chức mới của "Hệ thống Công ty" đã được giới thiệu trong năm 2009. Cũng trong năm đó, công ty đã mua lại Extend Technologies Pty Ltdtại Úc, như là một phần của một chiến lược để mở rộng phạm vi toàn cầu của dịch vụ tư vấn SAP
NTT DATA và công ty Dịch vụ CNTT Keane tại Boston đã đồng ý sáp nhập vào ngày 29 tháng 10 năm 2010. Việc mua lại này trị giá hơn 1,23 tỷ đô la Mỹ. Sau khi mua lại Keane, NTT DATA trở thành công ty phần mềm lớn thứ 8 trên thế giới, với doanh thu hàng năm là 14 tỷ đô la. Việc mua lại công ty Keane Inc trong năm 2010 đã làm tăng tổng số nhân công của Tập đoàn lên 50.000. Năm đó công ty cũng mua lại FirstApex, tăng quy mô kinh doanh trong lĩnh vực bảo hiểm. Trong năm 2010, NTT DATA mua lại Intelligroup Inc., một công ty tư vấn và cung cấp dịch vụ công nghệ thông tin ở Mỹ. Sau khi tiếp quản Intelligroup, NTT trở thành công ty phần mềm lớn thứ chín trên thế giới, trị giá hơn 11 tỷ USD. Chi nhánh của Tập đoàn, công ty  Intelligroup, Incorporation có trụ sở tại iLabs, Madhapur, Hyderabad.